# 科羅亞河
13°27′57″N 39°06′04″E / 13.4657°N 39.1011°E

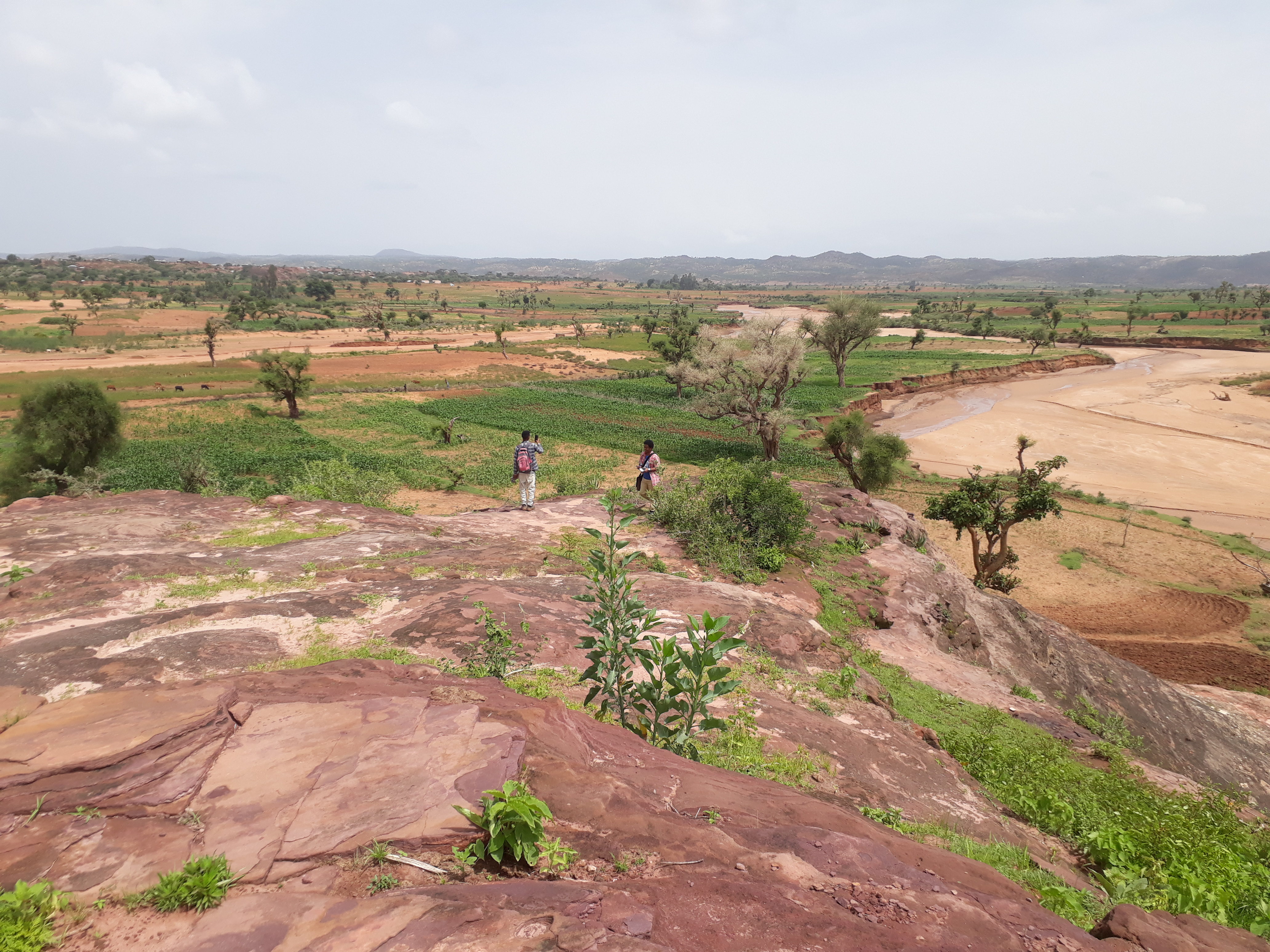

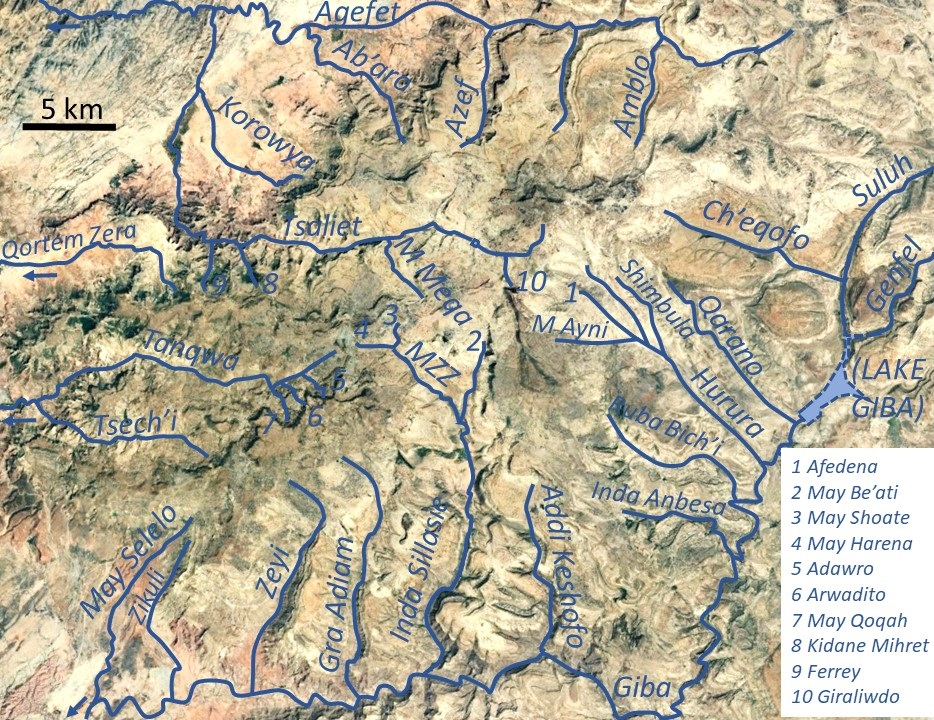

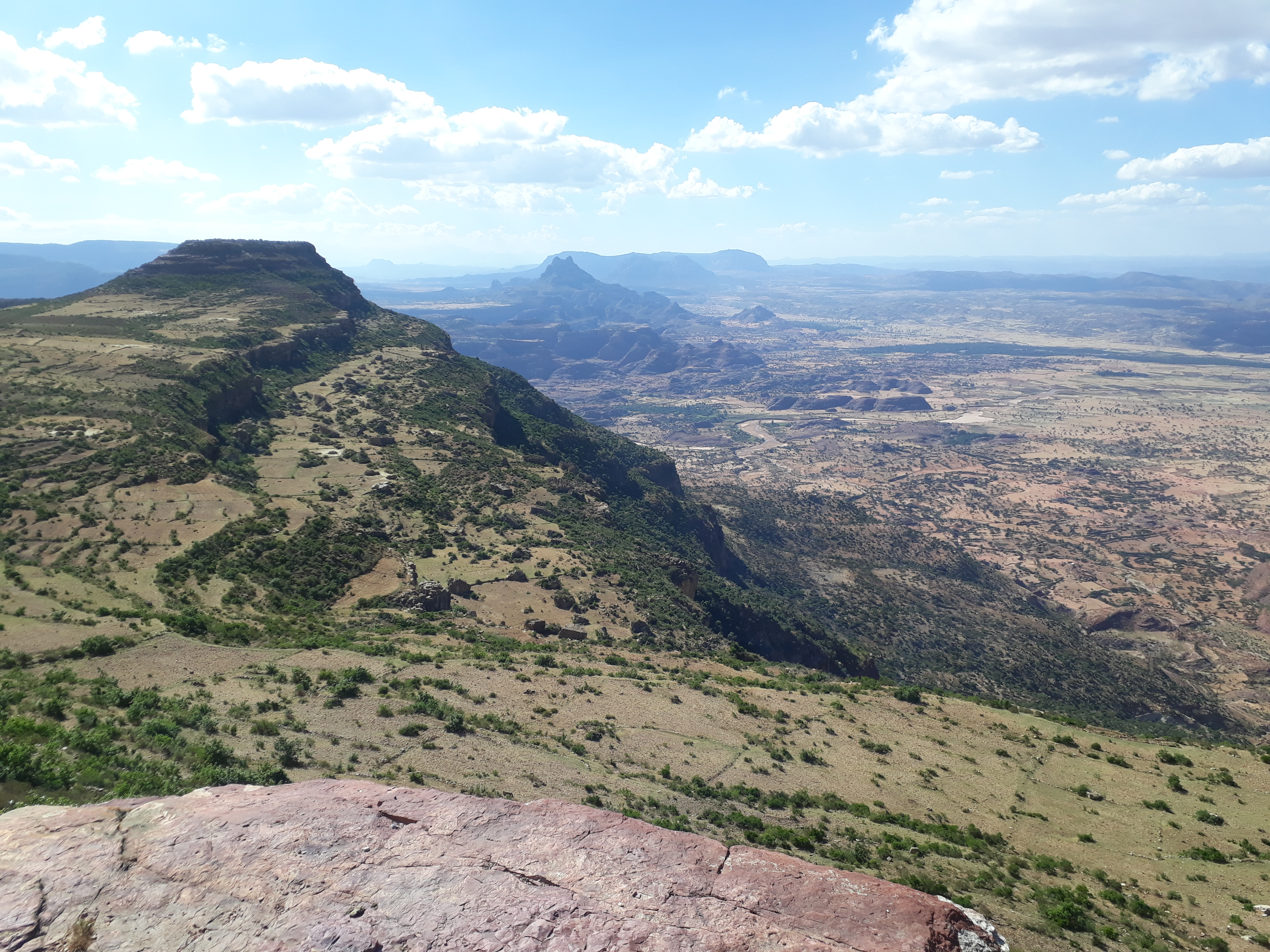

科羅亞河是埃塞俄比亞的河流，位於該國北部，處於提格雷州，屬於尼羅河流域的一部分，河道全長12公里，該河設有一條徒步徑。